# Тарасово (Никольский район)
Тарасово — деревня в Никольском районе Вологодской области.
Входит в состав Теребаевского сельского поселения, с точки зрения административно-территориального деления — в Теребаевский сельсовет.
Расстояние по автодороге до районного центра Никольска — 20 км, до центра муниципального образования Теребаево — 1 км. Ближайшие населённые пункты — Кипшеньга, Теребаево, Мякишево.
По переписи 2002 года население — 153 человека (67 мужчин, 86 женщин). Преобладающая национальность — русские (99 %).